# Shamell Stallworth
Shamell Jermaine Stallworth, w Brazylii znany po prostu jako Shamell (ur. 7 września 1980 we Fresno) – amerykański koszykarz, występujący na pozycjach rzucającego obrońcy lub niskiego skrzydłowego, posiadający także brazylijskie obywatelstwo, obecnie zawodnik São Paulo FC.
W 2003 zaliczył obozy szkoleniowe z Golden State Warriors i Sacramento Kings.
5 lipca 2019 dołączył do brazylijskiego São Paulo FC.

## Osiągnięcia
Stan na 5 lipca 2019, na podstawie, o ile nie zaznaczono inaczej.

### Drużynowe
- Mistrz:
  - Ligi Amerykańskiej FIBA (2013)
  - ligi:
    - Ameryki Południowej (2016)
    - Paulista (mistrzostwa drużyn ze stanu São Paulo – 2011, 2016)

  - Chorwacji (2008)
- Wicemistrz:
  - ligi:
    - Ameryki FIBA (2014)
    - Paulista (2005, 2010, 2012, 2013, 2015)

  - Torneio Interligas (liga brazylijsko-argentyńska – 2011, 2012)
  - Wenezueli (2013)
- Finalista FIBA Intercontinental Cup (2013)
- 4. miejsce w Lidze Adriatyckiej (2008)

### Indywidualne
(* – nagrody przyznane przez portal latinbasket.com)
- MVP:
  - ligi:
    - Amerykańskiej FIBA (2013)
    - Południowoamerykańskiej (2016)
    - Paulista (2011, 2016, 2017)*

  - meczu gwiazd brazylijskiej ligi NBB (2009, 2016, 2017)
  - finałów ligi:
    - Południowoamerykańskiej (2016)*
    - Paulista (2016)*

  - miesiąca ligi Ameryki Południowej (styczeń 2017)
- Najlepszy zawodnik*:
  - zagraniczny ligi:
    - brazylijskiej (2011)
    - Paulista (2011)

  - krajowy ligi brazylijskiej (2014)
- Uczestnik meczu gwiazd ligi:
  - brazylijskiej ligi NBB (2009–2018)
  - chorwackiej (2008)
- Lider strzelców ligi:
  - amerykańskiej FIBA (2013, 2016)
  - brazylijskiej CBB/NBB (2006, 2014, 2015)
- Zaliczony do*:
  - I składu:
    - ligi:
      - Ameryki Południowej (2014, 2016)
      - Paulista (2011, 2013, 2015–2017)
      - brazylijskiej (2014, 2016)

    - obcokrajowców ligi:
      - brazylijskiej (2005, 2009–2012, 2015, 2017)
      - ligi Paulista (2011, 2016, 2017)

  - zawodników krajowych ligi brazylijskiej (2014, 2016)
  - II składu ligi:
    - Ameryki Południowej (2015)
    - brazylijskiej (2012, 2013, 2015, 2017)

  - składu honorable mention ligi brazylijskiej (2009, 2011)